# Thailändische Futsalnationalmannschaft
Die thailändische Futsalnationalmannschaft repräsentiert Thailand bei internationalen Futsalwettbewerben und untersteht der Football Association of Thailand. Die Nationalmannschaft ist eine der stärksten Mannschaften in Asien, konnte aber noch nie bei Weltmeisterschaften überzeugen  und kam nie über die erste Runde hinaus. Bisher nahm Thailand dreimal an der Futsal-Weltmeisterschaft teil.
Im Mai 2008 war Thailand Gastgeber der Futsal-Asienmeisterschaft, wo man bis ins Finale kam. Dort unterlag man dem Iran mit 0:4. Die Vormachtstellung in Südostasien, konnte 2009 wieder unterstrichen werden. Bei der ASEAN-Futsal-Meisterschaft gewann die Mannschaft ihren 7. Titel in Folge. Im Finale wurde Gastgeber Vietnam mit 4:1 bezwungen.

## Turnierhistorie

### Futsal-Weltmeisterschaft
- 1989 – nicht eingeladen
- 1992 – nicht qualifiziert
- 1996 – nicht teilgenommen
- 2000 – Vorrunde
- 2004 – Vorrunde
- 2008 – Vorrunde
- 2012 – Achtelfinale
- 2016 – qualifiziert

### Futsal-Asienmeisterschaft
- 1999 – Vorrunde
- 2000 – 3. Platz
- 2001 – Hauptrunde
- 2002 – 3. Platz
- 2003 – 3. Platz
- 2004 – 3. Platz
- 2005 – Hauptrunde
- 2006 – Vorrunde
- 2007 – 5. Platz
- 2008 – 2. Platz
- 2010 – Viertelfinale
- 2012 – 2. Platz
- 2014 – Viertelfinale
- 2016 – 3. Platz

### ASEAN Futsal Meisterschaften
- 2001 – Meister
- 2003 – Meister
- 2005 – Meister
- 2006 – Meister
- 2007 – Meister
- 2009 – Meister

### Asian Indoor Games Futsal Meisterschaften
- 2005 – 2. Platz
- 2007 – 2. Platz